# Kougstasjön
Kougstasjön är en sjö i Krokoms kommun i Jämtland och ingår i Indalsälvens huvudavrinningsområde. Sjön avvattnas av vattendraget Slåtteån. Sjöns area är 1,7122 kvadratkilometer och den befinner sig 366,5 meter över havet.

## Delavrinningsområde
Kougstasjön ingår i det delavrinningsområde (703561-139944) som SMHI kallar för Utloppet av Kougstasjön. Medelhöjden är 397 meter över havet och ytan är 10,13 kvadratkilometer. Räknas de 2 avrinningsområdena uppströms in blir den ackumulerade arean 24,47 kvadratkilometer. Slåtteån som avvattnar avrinningsområdet har biflödesordning 3, vilket innebär att vattnet flödar genom totalt 3 vattendrag innan det når havet efter 278 kilometer. Avrinningsområdet består mestadels av skog (47 procent), öppen mark (14 procent) och jordbruk (14 procent). Avrinningsområdet har 1,71 kvadratkilometer vattenytor vilket ger det en sjöprocent på 16,9 procent.